# Franco Lamanna
Franco Lamanna Miranda (Montevideo, 5 ottobre 1991) è un rugbista a 15 uruguaiano, attivo nel ruolo di terza linea ala e 44 volte internazionale per l'Uruguay.

## Biografia
Nato a Montevideo, comincia a giocare nel Carrasco Polo Club. Nel 2014 si trasferisce in Italia ingaggiato dal CUS Perugia in Serie A; nell'ottobre del 2014, durante il match contro l'Accademia Nazionale “Ivan Francescato”, si rompe il legamento crociato anteriore, facendo ritorno in Uruguay. Recuperato dall'infortunio, torna a giocare per il Carrasco Polo Club.
Nel 2015 viene selezionato nella lista dei 31 giocatori che rappresenteranno l'Uruguay alla Coppa del Mondo in Inghilterra, disputando tre partite su quattro della fase a gironi contro le rappresentative di: Galles, Australia e Figi.
Nel gennaio 2016 torna in Italia al CUS Perugia; per la stagione successiva milita tra le file del Pro Recco, sempre in Serie A. Nel 2017-18 gioca in Francia all'SC Mazamet, prima di firmare con il Darlington M. Park in National League 1, la terza divisione del campionato inglese.

## Palmarès
- Campionati uruguaiani: 3
Carrasco Polo Club: 2011, 2012, 2014